# Podjazy
Podjazy (kaszub. Pòdjazë) – wieś kaszubska w Polsce, położona w województwie pomorskim, w powiecie kartuskim, w gminie Sulęczyno.
Miejscowość leży na Pojezierzu Kaszubskim nad wschodnimi brzegami jeziora Gowidlińskiego i nad rzeką Słupią. Siedziba sołectwa Podjazy, w którego skład wchodzą również Widna Góra i Amalka.
| SIMC    | Nazwa      | Rodzaj    |
| ------- | ---------- | --------- |
| 0174800 | Amalka     | część wsi |
| 0174817 | Widna Góra | część wsi |

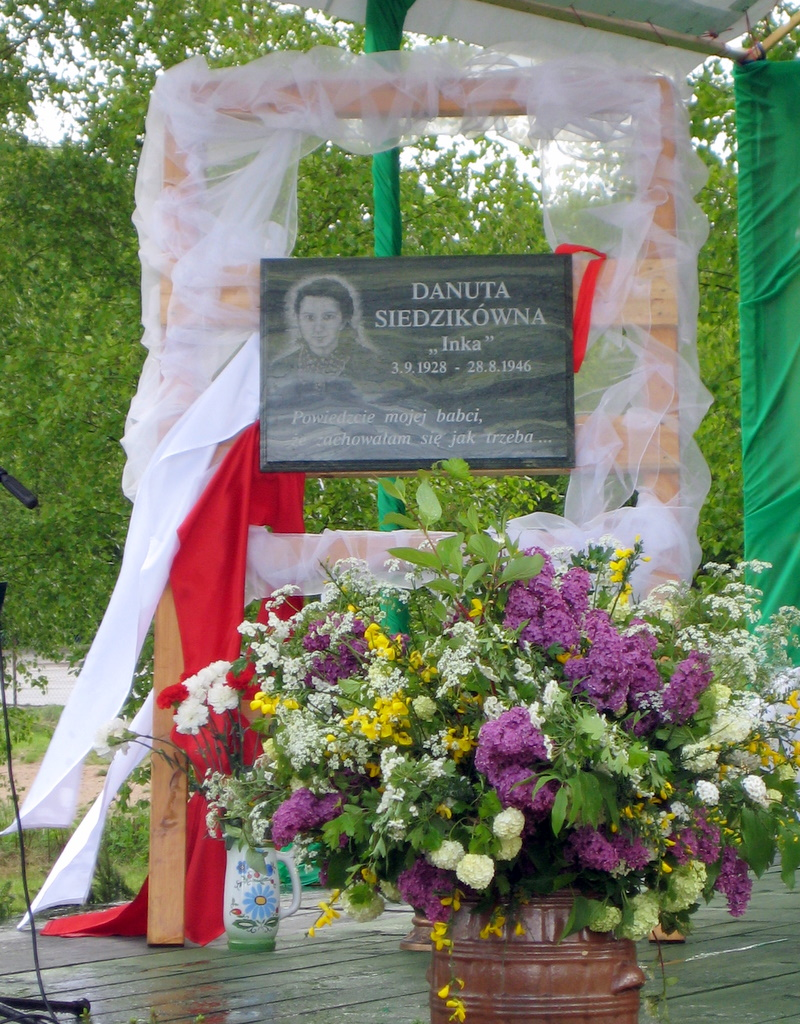
Tablica pamiątkowa z okazji nadania imienia Danuty Siedzikówny „Inki” w stulecie szkoły w Podjazach

Wieś szlachecka położona była w II połowie XVI wieku w powiecie mirachowskim województwa pomorskiego.
W latach 1954-1958 wieś była siedzibą gromady Podjazy, po jej zniesieniu w gromadzie Suleczyno. W latach 1975–1998 wieś administracyjnie należała do województwa gdańskiego.
Znajdują się na turystycznym  Szlaku Kamiennych Kręgów. 
W Podjazach urodził się Ottomar Krefft. We wsi znajduje się Szkoła Podstawowa im. Danuty Siedzikówny „Inki” założona w 1909 roku.